# Gustaf Henric Ekman
Gustaf Henric Ekman, född 24 november 1774 i Göteborg, död där 15 januari 1847, var en svensk affärs- och kommunalman, som tillhörde släkten Ekman från Göteborg. Han bildade 1802 handelshuset Ekman & Co., som fortfarande finns kvar, och köpte 1813 Lesjöfors järnbruk, som under ledning av sonen Gustaf Ekman kom att bli ett av Sveriges främsta.

## Biografi
Gustaf Henric Ekman var son till grosshandlaren Peter Petersson Ekman (Peter III Ekman). Liksom sin äldre bror, läkaren Johan Jacob Ekman, var han som barn elev vid den herrnhutiska internatskolan i Christiansfeld i Danmark och undervisades sedan av privatlärare i hemmet. Efter en kort tids studier vid Lunds universitet ägnade han sig åt affärsverksamhet i Göteborg, först som anställd i faderns firma och från 1802 i Ekman & Co. som han grundade tillsammans med Gustaf Rudolf Prytz. 
När fadern vid ungefär samma tid drog sig tillbaka från affärslivet och sedan avled 1807, övertog Ekman & Co. också dennes rörelse. Gustaf Henric löste ut sina syskons arvedelar i faderns sillsalterier, något som skapade stora ekonomiska problem, då sillen samtidigt slutade att komma in till Bohuskusten. 
Under den så kallade kontinentaltiden 1808–1810, då Göteborg var en viktig transithamn för smyghandeln mellan England och den av Napoleon behärskade euroepiska kontinenten, gjorde Ekman & Co. mycket stora vinster. Till skillnad mot många andra göteborgska affärsmän klarade Ekman Co. sig igenom lågkonjunkturen efter Napoleonkrigens slut. Det antas dock att Prytz utträde ur firman 1817 hade att göra med de sviktande konjunkturerna.
Tillsammans med Prytz köpte Ekman 1813 Lesjöfors järnbruk i Värmland. De drev detta tillsammans till 1833, då Prytz blev köpt ut och Ekmans äldste son Gustaf Ekman övertog som förvaltare av bruket. 1837 blev tredje sonen Janne Ekman delägare i Ekman & Co. och fem år senare övertog denne chefskapet. Gustaf Henric Ekman var då 68 år gammal. 
Ekmans stora intresse för sin hemstad och hans duglighet gjorde honom till en av Göteborg mest betydelsefulla kommunalmän. Han blev medlem av borgerskapets äldste 1804 och var dess ordförande 1809–1815. Bland hans insatser märks grundandet av stadens skjutsinrättning 1811, vilket innebar att skjutsåliggandet övertogs av staden själv, istället för att som dittills fullgjorts av entreprenörer till höga taxor. Han tog också initiativ till utgivandet av Göteborgs historia och utarbetandet av riktlinjer för de kommunala myndigheternas befogenheter. Ekman var starkt intresserad av folkundervisningen och tillhörde styrelsen för Willinska fattigfriskolan, som var Göteborgs enda folkskola före den obligatoriska skolan infördes 1842. I det 1813 grundade Göteborgs och Bohus läns hushållningssällskap var Ekman en av de första ledamöterna. Åren 1814–1820 var han ledamot av Karantänskommissionen i Göteborg.
Ekman var engagerad som styrelseledamot i Göta kanalbolag, där hans svåger Baltzar von Platen var den ledande kraften. Han understödde också byggandet av 1844 års slussled i Trollhätte kanal, då denna fick lika stora slussar som i leden mellan Vänern och Östersjön. För att få denna utbyggnad till stånd, gick han in för höjda kanalavgifter, trots att detta var negativt för hans egen handel med produkter från Vänerlandskapen. Ekman under många år också ledamot av "direktionen till segelfartens förbättrande mellan Vänern och hafvet" och drog upp den reorganisationsplan, som innebar att direktionen (efter upplösningen av det gamla Trollhättebolaget) förändrades till Kungliga direktionen för Göteborgs hamn- och älfarbeten och dess förvaltning reducerades till ett mindre område. 
Sin hemstads intressen företrädde han också i de tullkommittéer han tillhörde, där han intog en frihandelsvänlig hållning. Ekman representerade borgarståndet vid valriksdagen i Örebro 1810. Den enda yttre utmärkelse som Ekman kunde förmås att ta emot, var titeln kommerseråd (1810).

## Familj
Gustaf Henric Ekman var son till handlanden Peter Petersson Ekman, senare betecknad Petter III Ekman och dennes hustru Hedvig, född Boethius. Han gifte sig den 6 september 1803 på Åsby i Bergs socken med Gustava Törngren (1786–1851), dotter till brukspatron Isaac Törngren och Maria Bellenden. De hade fem barn som nådde vuxen ålder: metallurgen och bruksägaren Gustaf Ekman (1804–1876), godägaren Peter Wilhelm Ekman (1806–1863), Hedvig Maria Ewert, född Ekman (1808–1842),  grosshandlaren Johan Jacob (Janne) Ekman (1815–1908) och bruksägaren Carl Edvard Ekman (1826–1903). Peter Wilhelm, som var ogift, studerade vid Uppsala universitet 1821–1828 utan att avlägga examen och köpte Kilanda säteri 1833 efter att ha arrenderat det från 1829. Han blev 1841 delägare i Lesjöfors bruk. Dottern Hedvig Maria gifte sig 1836 med rådmannen senare borgmästaren Carl Henrik Ewert (1802–1882) i Göteborg i dennes andra äktenskap. Denne överlevde alla sina tre fruar liksom en dotter Hilda Gustava Elisabet (1837–1852) från äktenskapet med Hedvig Maria Ekman.
Gustaf Henric och Gustava Ekman är begravda på den Ekmanska gravplatsen vid Kilanda kyrka. Detta gäller också deras barn utom Gustaf Ekman, som är begravd vid Rämmens kyrka i Filipstads kommun.